# Csataj
Csataj (szlovákul Čataj, németül Schattein) község Szlovákiában, a Pozsonyi kerületben, a Szenci járásban.

## Fekvése
Szenctől 9 km-re északkeletre fekszik.

## Története
A község területén a régészeti leletek tanúsága szerint már kőkorszaktól fogva éltek emberek, de előkerültek itt bronzkorból, vaskorból (kelta) és Avar Kaganátus időszakból származó leletek is.
A települést 1244-ben Chatey néven említik először. 1296-ban II. András király a Bugár családnak adja. Plébániáját 1397-ben alapították és valószínűleg első temploma is ekkor épült. A 14. században német telepesek érkeztek a községbe, mely a 18. századig a pozsonyi, a szomolányi, a bazini és a szentgyörgyi uradalom része volt. 1533-tól Serédi Gáspár birtoka, majd a 17. században Illésházy István, majd az Apponyiak a birtokosai. Iskolája 1617-ben létesült. A 18. századtól a királyfai uradalom része, birtokosa a Pálffy család lett. Ekkor a szlovákok betelepülésével kezdetét vette a település elszlovákosodása, mely mára már tiszta szlovák falu lett. Lakói főként mezőgazdasággal foglalkoztak.
Vályi András szerint "CSATAJ. Tót falu Poson Vármegyében a’ felső járásban, földes Ura Gróf Pálfy Uraság, lakosai katolikusok, és evangelikusok, fekszik Német Gurábnak, és Igramnak szomszédságokban, határja három nyomásbéli, ’s kiváltképen termékeny, réttyei, ’s szőleje is gazdagon termők, Csandal pusztája is van, és Csáde nevezetű álló vize, nevezetes javaihoz képest, az első Osztályba számláltatott."
Fényes Elek szerint "Csataj, tót falu, Pozsony vmegyében, Szencztől északnyugotra 2 kis órányira. Számlál 151 kath., 521 evang., 13 zsidó lak. Kath. paroch. templom. Sok rétje, erdeje, s jó szántóföldje van. F. u. gr. Pálffy Ferencz."
A trianoni békeszerződésig Pozsony vármegye Szenci járásához tartozott.

## Népessége
| Év:            | 1994. | 2004.   | 2014.    | 2024.   |
| -------------- | ----- | ------- | -------- | ------- |
| Emberek száma: | 952   | 972     | 1154     | 1191    |
| Eltérés:       |       | +2,10 % | +18,72 % | +3,20 % |

| Év:            | 2023. | 2024.   |
| -------------- | ----- | ------- |
| Emberek száma: | 1210  | 1191    |
| Eltérés:       |       | -1,57 % |

1910-ben 997 lakosából 836 szlovák, 142 magyar és 19 német anyanyelvű volt.
2011-ben 1085 lakosából 1060 szlovák volt.

## Neves személyek
- Itt született 1926-ban Bohuslav Chropovský régész, akadémikus.
- Itt szolgált Madurkay Miklós (1854-1923) katolikus plébános.

## Nevezetességei
- Szent Margit tiszteletére szentelt római katolikus temploma 1775-ben épült barokk stílusban, 1820 és 1830 között klasszicista stílusban alakították át. Kívülről 1965-ben, belülről 1991-ben restaurálták.
- A községnek gazdag népi hagyományai, népviselete, népi együttese és zenekara van.